# Lijst van betaaldvoetbalclubs in Duitsland
Dit is een overzicht van alle voetbalclubs die in het heden of het verleden hebben deelgenomen aan het betaalde voetbal in Duitsland.
Zie ook:
- Bundesliga
- Duits voetbalelftal
- Voetbal van A tot Z

## A
- Alemannia Aachen
- LR Ahlen
- FC Augsburg
- Viktoria Aschaffenburg
- FC Erzgebirge Aue

## B
- SV Babelsberg 03
- KSV Baunatal
- SpVgg Bayreuth
- 1. FC Union Berlin
- Berliner Fußballclub Dynamo e.V.
- Blau-Weiß 90 Berlin
- Hertha BSC Berlin
- Viktoria 89 Berlin
- SC Tasmania 1900 Berlin
- Tennis Borussia Berlin
- Wacker 04 Berlin
- DSC Arminia Bielefeld
- 1. FC Bocholt
- VfL Bochum
- Bonner SC
- FC Stahl Brandenburg
- Eintracht Braunschweig
- SV Werder Bremen
- OSC Bremerhaven
- SV Wacker Burghausen
- VfR Bürstadt

## C
- SC Charlottenburg
- Chemnitzer FC
- FC Energie Cottbus

## D
- SV Darmstadt 98
- Borussia Dortmund
- Dresdner SC
- 1. FC Dynamo Dresden
- Fortuna Düsseldorf
- MSV Duisburg

## E
- VfB Eppingen
- FC Rot-Weiß Erfurt
- SpVgg Erkenschwick
- Rot-Weiß Essen
- Schwarz-Weiß Essen

## F
- Eintracht Frankfurt
- FSV Frankfurt
- SC Freiburg
- Freiburger FC

## G
- SC Göttingen 05
- SpVgg Greuther Fürth
- FC Gütersloh

## H
- Hallescher FC
- Hamburger SV
- TSV Havelse
- VfR Heilbronn
- FC Hanau 93
- Hannover 96
- Arminia Hannover
- OSV Hannover
- SC Herford
- Westfalia Herne
- Bayern Hof
- FC Homburg

## I
- ESV Ingolstadt
- MTV Ingolstadt
- FC Ingolstadt 04

## J
- FC Carl Zeiss Jena

## K
- 1. FC Kaiserslautern
- Karlsruher SC
- Hessen Kassel
- Holstein Kiel
- 1. FC Köln
- SC Fortuna Köln
- FC Viktoria Köln 1904

## L
- VfB Leipzig
- Bayer 04 Leverkusen
- VfB Lübeck
- Rot-Weiß Lüdenscheid
- RB Leipzig

## M
- FSV Mainz 05
- SV Waldhof Mannheim
- VfR Mannheim
- SV Meppen
- Borussia Mönchengladbach
- 1. FC Mülheim
- FC Bayern München
- TSV 1860 München
- SC Preußen Münster

## N
- Borussia Neunkirchen
- 1. FC Nürnberg

## O
- Rot-Weiß Oberhausen
- Kickers Offenbach
- VfB Oldenburg
- VfL Osnabrück

## P
- SC Paderborn 07
- FK Pirmasens

## R
- Jahn Regensburg
- SSV Reutlingen
- TSV Stahl Riesa
- FC Hansa Rostock

## S
- 1. FC Saarbrücken
- FSV Salmrohr
- FC Schalke 04
- 1. FC Schweinfurt 05
- BSV Schwenningen
- Sportfreunde Siegen
- SG Union Solingen
- 1. FC Union Solingen
- BSC Union Solingen
- Spandauer SV
- FC St. Pauli
- Motor Steinach
- Lok Stendal
- Stuttgarter Kickers
- VfB Stuttgart

## T
- Eintracht Trier

## U
- KFC Uerdingen 05
- SSV Ulm 1846
- SpVgg Unterhaching

## V
- Röchling Völklingen

## W
- DSC Wanne-Eickel
- SG Wattenscheid 09
- Olympia Wilhelmshaven
- VfL Wolfsburg
- Wormatia Worms
- Wuppertaler SV
- FV Würzburg 04
- F.C. Würzburger Kickers

## Z
- FSV Zwickau

Argentinië · 
België · 
Brazilië · 
Duitsland · 
Engeland · 
Frankrijk · 
India · 
Italië ·
Kroatië ·  
Nederland · 
Oostenrijk · 
Portugal · 
Schotland · 
Spanje · 
Turkije